# Sphinx monjena
Sphinx monjena är en fjärilsart som beskrevs av William Schaus 1932. Sphinx monjena ingår i släktet Sphinx och familjen svärmare. Inga underarter finns listade i Catalogue of Life.